# Schlacht von Spion Kop
Kimberley – Talana Hill – Elandslaagte – Ladysmith – Modder River – Stormberg – Magersfontein – Colenso – Spion Kop – Vaal Krantz – Paardeberg – Tugela Heights – Sanna’s Post – Mafeking – Diamond Hill – Bergendal – Nooitgedacht – Blood River Poort – Bakenlaagte – Tweebosch – Rooiwal
Die Schlacht von Spion Kop war eine Schlacht zwischen Briten und Buren im Zweiten Burenkrieg. Sie fand am 23./24. Januar 1900 am Spion Kop (afrikaans Spioenkop), einem Bergkegel 38 Kilometer südwestlich von Ladysmith, statt und endete mit dem Sieg der Buren.

## Vorgeschichte
Anfang des Jahres 1900, gut einen Monat nach dem Desaster von Colenso, unternahm General Sir Redvers Buller VC als Oberbefehlshaber der britischen Truppen in Natal einen erneuten Versuch, das belagerte Ladysmith zu entsetzen. Er entsandte hierzu General Charles Warren mit 11.000 Mann Infanterie, 2.200 Mann Kavallerie und 36 Feldgeschützen.
Warrens Befehle sahen vor, den Tugela-Fluss bei Trickardt’s Drift zu überschreiten und den von den Buren besetzten Tabanyama Ridge anzugreifen. Diese Bergformation, zu der auch der Spion Kop gehörte, beherrschte die Straße nach Ladysmith.
Das Gipfelplateau des Spion Kop war zunächst nur schwach verteidigt, da die Buren nicht mit einem Angriff über seine steilen Hänge rechneten. Die Hauptverteidigungsstellung hatten die Buren zudem – anders als von den Briten erwartet – auf dem den Briten abgewandten Nordhang eingerichtet. Diese Taktik erlaubte es den Buren, die britischen Bewegungen zu beobachten, während sie selbst für den Feind unsichtbar blieben. Zudem zögerte Warren den Angriff unverhältnismäßig lange heraus. Er erreichte Trickardt’s Drift bereits am 17. Januar, griff jedoch erst am 23. an, was den Buren sechs Tage Zeit zur Verstärkung und Festigung ihrer Abwehrstellungen gab.

## Die Schlacht
In der Nacht zum 23. Januar sandte Warren eine Abteilung unter Gen. Edward Woodgate aus, um den Spion Kop zu sichern. Angeführt wurde die Abteilung von Lt. Col. Alexander Thorneycroft.
Die Briten erstiegen den Bergkegel in Dunkelheit und dichtem Nebel. Die schwachen burischen Kräfte, die das Gipfelplateau besetzt hielten, wurden überrascht und vertrieben. Einige britische Pioniere versuchten, aus dem steinigen Untergrund Gräben auszuheben, während fast 1.000 Soldaten untätig herumstanden. Woodgate meldete Warren unterdessen die Eroberung des Gipfels.
Als sich jedoch bei Tagesanbruch der Nebel lichtete, bemerkten die Briten, die zuvor keinerlei Kenntnis über die Topographie des Gipfels hatten, dass sie nur den kleineren und niedrigeren Teil des Plateaus besetzt hatten, während die Buren nach wie vor höher gelegene Stellungen besetzt hielten, die die Briten von drei Seiten umschlossen. Daraus ergab sich eine außerordentlich schlechte Verteidigungsposition für die Briten, die aus ihren nur ca. 40 cm tiefen Gräben kaum etwas sehen konnten, während die Buren volle Sicht auf die Gräben hatten und diese auf voller Länge bestreichen konnten.

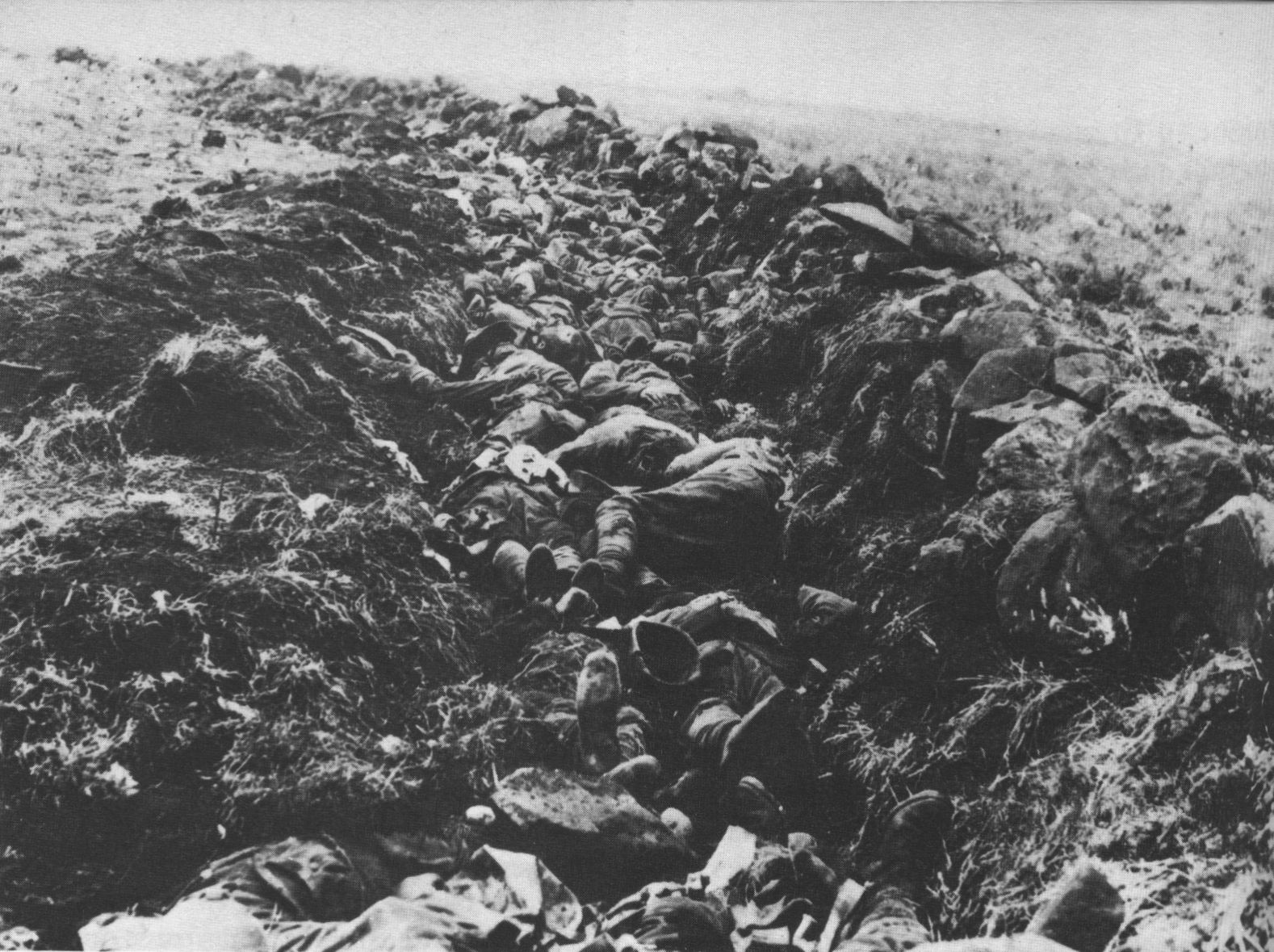
Tote britische Soldaten in den Gräben

Aber auch die Situation der Buren war kritisch. Würde es den Briten gelingen, die benachbarten, bislang unbesetzten Hügel Conical Hill und Aloe Knoll zu besetzen, könnte britische Artillerie von dort aus die burischen Schlüsselpositionen auf dem Tabanyama Ridge beschießen. Zudem bestand die Gefahr, dass die Briten die östlich des Spion Kop gelegenen Twin Peaks eroberten, von denen aus es ihnen möglich gewesen wäre, die gesamte linke Flanke der Buren zu umfassen. Um diese Gefahr abzuwenden, beschloss die burische Führung, den Spion Kop möglichst schnell zurückzuerobern.
Burische Artillerie begann, die Briten vom benachbarten Tabanyama-Plateau aus zu beschießen. Währenddessen versuchte Commandant Henrik Prinsloo mit 88 Mann, Conical Hill und Aloe Knoll zu besetzen. 300 Buren, die meisten aus dem Pretoria Commando, griffen unterdessen die britischen Stellungen auf dem Spion Kop frontal an, wurden aber blutig zurückgeschlagen.
Auf dem Kop war es jetzt zu einem Patt gekommen. Die Buren konnten zwar die Briten nicht vom Gipfelplateau vertreiben, hielten aber mittlerweile Feuerpositionen auf dem höher gelegenen Aloe Knoll und hielten die Briten weiterhin unter Artilleriefeuer. Die Briten konnten ihren anfänglichen Erfolg nicht ausbauen, und die Initiative ging jetzt auf die Buren über.
Durch Erschöpfung, Hitze und Durst begann die Moral auf beiden Seiten zu sinken.
Die Buren auf dem Kop sahen auf der Ebene unter ihnen eine große Menge Mitkämpfer, die sich weigerten, in die Schlacht einzugreifen. Das daraus resultierende Gefühl von Verrat, der der burischen Zivilarmee innewohnende Mangel an Disziplin, die scheinbar sicheren britischen Stellungen und der misslungene Frontalangriff waren für einige Buren zu viel, und einige begannen, sich von ihren hart erkämpften Positionen zurückzuziehen.
Auf der anderen Seite begann der Beschuss, seinen Tribut unter den Briten zu fordern. Woodgate wurde tödlich verwundet und drei kommandierende Offiziere fielen in kurzer Folge. Offiziere und Männer aus verschiedenen Einheiten waren durcheinandergeraten und die Briten waren führerlos, verwirrt und vom dauernden Feuer zermürbt.
Warren hatte inzwischen zwei weitere Bataillone und die Imperial Light Infantry zur Verstärkung ausgesandt. Er weigerte sich allerdings, Tabanyama anzugreifen und verbot den Beschuss des Aloe Knoll, von dem er glaubte, er wäre von den Briten besetzt. Thornycroft war inzwischen der kommandierende Offizier auf dem Kop.

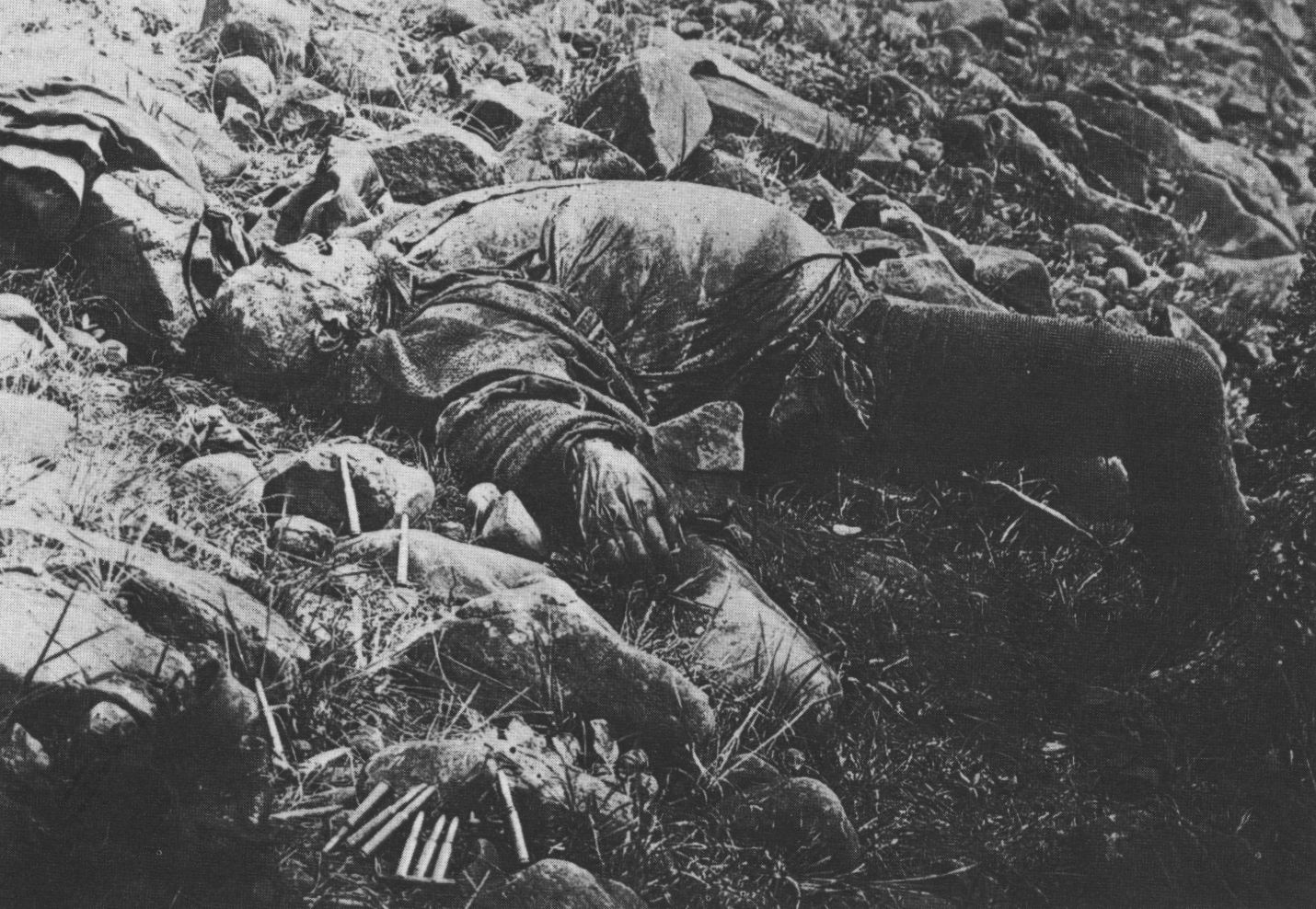
Toter burischer Schütze

Auf dem Kop versuchten bereits Teile der Lancashire Fusiliers, sich den Buren zu ergeben. Dies jedoch konnte Thornycroft verhindern. An diesem Zeitpunkt trafen britische Verstärkungen ein, denen es gelang, die Twin Peaks zu besetzen und so die britischen Positionen zu stabilisieren.
Der Verlust der Twin Peaks demoralisierte die Buren vollends und nach Einbruch der Dunkelheit zogen sie sich unbemerkt von den Briten vom Spion Kop zurück. Die Schlacht war für die Briten nun so gut wie gewonnen. Allerdings konnte Thorneycroft das nicht wissen. In Unkenntnis der Situation und zermürbt vom 16-stündigen Kampf, Hitze und Wassermangel ordnete er, da zudem den Briten noch die Munition auszugehen drohte, ebenfalls den Rückzug an. Anzulasten ist der verschenkte Sieg jedoch hauptsächlich dem äußerst zögerlich agierenden Warren.
Am Morgen erblickten die burischen Generäle zu ihrem Erstaunen zwei Buren auf dem Gipfel des Spion Kop, die in triumphaler Geste ihre Hüte schwenkten.

## Nach der Schlacht
Viele der britischen Toten wurden in den Schützengräben beerdigt.
Die Briten zogen sich über den Tugela zurück, aber die Buren waren zu geschwächt, um ihnen nachsetzen zu können.
Ladysmith wurde erst am 28. Februar entsetzt.

## Beteiligte britische Truppen

### Kavallerie (MajGenThe Earl of Dundonald)
- 1st Royal Dragoons
- 13th Hussars
- Bethune’s Mounted Infantry
- Thorneycroft’s Mounted Infantry
- Natal Carabineers
- South African Light Horse
- Imperial Light Horse
- Imperial Light Infantry
- Natal Police

### 2. Division (LtGen SirFrancis Clery)
- 2. Brigade (MajGen Henry Hildyard)
  - 2nd East Surreys
  - 2nd West Yorks
  - 2nd Devons
  - 2nd Queen’s West Surreys
- 4. Brigade (MajGen Neville Lyttelton)
  - 1st Rifle Brigade
  - 1st Durham Light Infantry
  - 3rd King’s Royal Rifle Corps
  - 2nd Scottish Rifles, entstanden aus der 90th Light Infantry
- Eine Schwadron der 14th Hussars
- 7th, 14th und 66th Batteries Royal Field Artillery

### 3. Division
- 5th Irish Brigade (MajGen Fitzroy Hart)
  - 1st Inniskilling Fusiliers
  - 1st Connaught Rangers
  - 1st Royal Dublin Fusiliers
  - 1st Border Regiment
- 6th Fusilier Brigade (MajGen Geoffry Barton)
  - 2nd Royal Fusiliers
  - 2nd Royal Scots Fusiliers
  - 1st Royal Welch Fusiliers
  - 2nd Royal Irish Fusiliers
- Eine Schwadron der 14th Hussars
- 63rd, 64th und 73rd Batteries Royal Field Artillery

### 5. Division (GeneralCharles Warren)
- 10th Brigade (MajGen Talbot Coke)
  - 2nd Dorset Regiment
  - 2nd Middlesex Regiment
- 11th Brigade (MajGen Edward Woodgate)
  - 2nd King’s Royal Lancaster Regiment
  - 2nd Lancashire Fusiliers
  - 1st South Lancashire Regiment
  - 1st York and Lancashire Regiment
- 19th, 20th and 28th Batteries Royal Field Artillery

### Weitere beteiligte Truppen
- 2nd Royal Dublin Fusiliers
- 2nd Somerset Light Infantry
- 61st Battery, welche mit Haubitzen ausgestattet war
- Natal Battery mit 9-Pfündern
- Batterie aus sechs Royal Navy 12-Pfünder
- 4th Mountain Battery
- 4.7 Inch Royal Navy guns

## Sonstiges
- Mahatma Gandhi war als britischer Sanitäter an der Schlacht beteiligt.
- Winston Churchill war als Kurier zwischen dem Spion Kop und Bullers Hauptquartier beteiligt.

## Gedenken

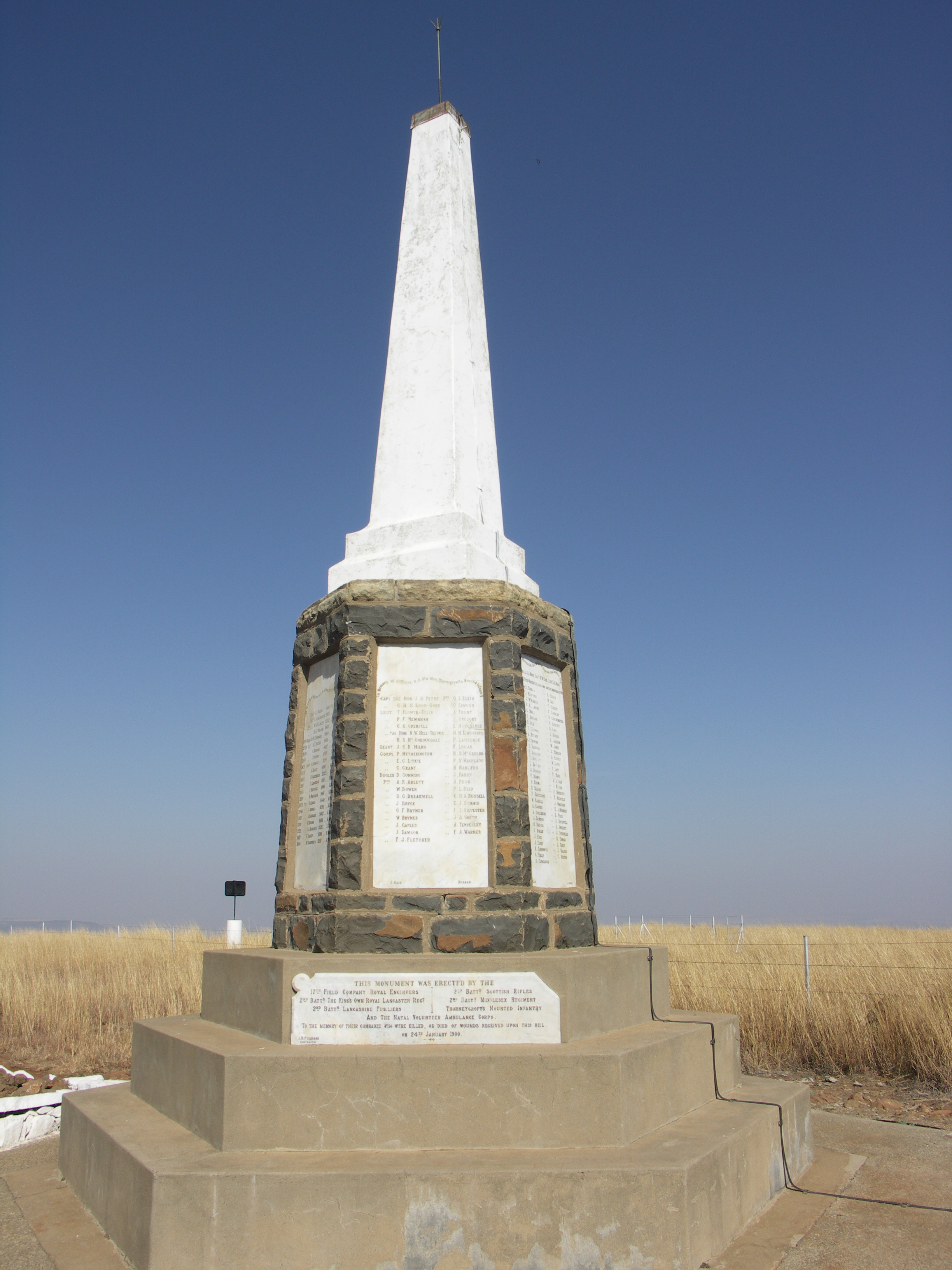
Britisches Denkmal auf dem Spion Kop

- In einigen englischen Fußballstadien sind Tribünen nach dem Spion Kop benannt, etwa im Anfield-Stadion (FC Liverpool) und Hillsborough-Stadion (Sheffield Wednesday), siehe The Kop.
- Ein Dorf in Nottinghamshire wurde nach der Schlacht „Spion Kop“ benannt.
- Auf dem Plateau erinnern zahlreiche Grabmale und Namenstafeln an die Gefallenen.